# Katastralgemeinde Unterwald (Gemeinde Hüttenberg)
Die Katastralgemeinde Unterwald ist eine von acht Katastralgemeinden der Gemeinde Hüttenberg im Bezirk Sankt Veit an der Glan in Kärnten. Sie hat eine Fläche von 2082,64 ha.
Die Katastralgemeinde gehört zum Sprengel des Vermessungsamtes Klagenfurt.

## Lage
Die Katastralgemeinde liegt im Nordosten des Bezirks Sankt Veit an der Glan, rechtsseitig im oberen Görtschitztal, im Nordwesten der Gemeinde Hüttenberg. Sie grenzt im Norden an die Katastralgemeinden Sankt Veit in der Gegend, Mühlen und Noreia, die alle drei zur steirischen Gemeinde Mühlen gehören. Im Osten grenzt sie an die Katastralgemeinde St. Martin am Silberberg und im Süden an die Katastralgemeinde Hüttenberg, beide Gemeinde Hüttenberg. Im Südwesten grenzt sie an die Katastralgemeinde Waitschach und im Westen an die Katastralgemeinde Bairberg, beide zur Gemeinde Guttaring gehörend. Im Nordwesten grenzt sie an die Katastralgemeinde Zeltschach der Gemeinde Friesach. Die Katastralgemeinde erstreckt sich über eine Höhenlage von 812 m ü. A. an der Görtschitz am Südrand der Katastralgemeinde bis zu 1562 m ü. A. am Waldkogel im Westen.

## Ortschaften
Auf dem Gebiet der Katastralgemeinde Hüttenberg liegt die Ortschaft Unterwald.

## Vermessungsamt-Sprengel
Die Katastralgemeinde gehört seit 1. Jänner 1998 zum Sprengel des Vermessungsamtes Klagenfurt. Davor war sie Teil des Sprengels des Vermessungsamtes St. Veit an der Glan.

## Geschichte
Ende des 18. Jahrhunderts wurden die Kärntner Steuergemeinden (später: Katastralgemeinden) gebildet und Steuerbezirken zugeordnet. Die Steuergemeinde Unterwald wurde Teil des Steuerbezirks Althofen (Herrschaft und Landgericht).
Im Zuge der Reformen nach der Revolution 1848/49 wurden in Kärnten die Steuerbezirke aufgelöst und Ortsgemeinden gebildet, die jeweils das Gebiet einer oder mehrerer Steuergemeinden umfassten. Die Steuer- bzw. Katastralgemeinde Unterwald wurde zunächst Teil der Gemeinde Waitschach. Die Größe der Katastralgemeinde wurde 1849 mit 3621 Österreichischen Joch und 986 Klaftern (ca. 2084 ha, also etwa die heutige Fläche) angegeben; damals lebten 209 Personen in der Katastralgemeinde. 1865 wurde die Gemeinde Waitschach aufgelöst, die Katastralgemeinde Unterwald kam an die Gemeinde Guttaring. Im Zuge der Gemeindestrukturreform wurde die Katastralgemeinde Unterwald 1973 an die Gemeinde Hüttenberg angeschlossen.
Die Katastralgemeinde Unterwald gehörte ab 1850 zum politischen Bezirk Sankt Veit an der Glan und zum Gerichtsbezirk Althofen. Von 1854 bis 1868 gehörte sie zum Gemischten Bezirk Althofen. Seit der Reform 1868 ist sie wieder Teil des politischen Bezirks Sankt Veit an der Glan, zunächst als Teil des Gerichtsbezirks Althofen, ab 1872 als Teil des Gerichtsbezirks Eberstein, und seit dessen Auflösung 1978 als Teil des Gerichtsbezirks St. Veit an der Glan.